# OHLA
OHLA (antes, OHL), cuyo nombre legal es Obrascón Huarte Lain, S. A., es una empresa española de construcción, con sede en el edificio Torre Emperador Castellana de Madrid, España.

## Historia
OHLA es uno de los seis mayores grupos empresariales dedicados a la construcción en España y cuenta con más de cien años en el sector. Esta empresa es resultado de la fusión de tres constructoras españolas contemporáneas importantes: Obrascón, Huarte y Lain.
En 1911 nace el 15 de mayo en Bilbao la Sociedad General de Obras y Construcciones Obrascón, S.A.  En 1912, su primera obra son dos dársenas en el Puerto de Lisboa. Construcciones Huarte nace en Pamplona en el año 1927, produciéndose en 1996 la participación de Obrascón como socio industrial y en 1998 la fusión de ambas empresas. Entre 1953 y 1973 la empresa forma parte del Banco de Bilbao, hasta que pasa a manos de Altos Hornos de Vizcaya. El 31 de julio de 1987, Juan Miguel Villar Mir  junto con José Luis Garcia Villalba y otros profesionales del sector se hace con el control de Obrascón por un precio simbólico de una peseta. Desde 1991 cotiza en Bolsa. 
Por su parte, Construcciones Lain nace como escisión de un grupo empresarial británico presidido por John Laing. En 1988 un grupo de profesionales adquiere el 90% de la sociedad y cambia su denominación por la de Construcciones Lain.  En 1991 comienza a cotizar en bolsa y en mayo de 1999 se acuerda su participación en Obrascón Huarte, naciendo así la actual OHL.
Cotiza en el Mercado Continuo tras su salida del IBEX 35.
En 2019 fue investigada por el presunto pago de comisiones irregulares por parte de directivos de la constructora a ayuntamientos y comunidades autónomas a cambio de adjudicaciones de obra pública.
En 2021 cambió su marca corporativa de OHL a OHLA tras la consolidación de los hermanos Amodio como accionistas de referencia de la sociedad, con casi un 26% del capital, tras un proceso de refinanciación y recapitalización que impulsó sus fondos propios en cerca de 180 millones de euros y permitió reducir en más de 105 millones de euros su apalancamiento.
Desde entonces, la compañía ha experimentado una notable mejora en todas sus magnitudes operativas, especialmente en la reducción de su deuda. En este sentido, destaca la evolución de la ratio de apalancamiento de la deuda financiera bruta, que ha pasado de 5,7 veces a 3,8 veces en la actualidad.
Durante este periodo ha crecido también la cartera de proyectos, aumentando en 2.670 millones de euros, hasta situarse sobre los 9.000 millones en el tercer trimestre de 2024.  Asimismo, las ventas han registrado un crecimiento significativo, alcanzando los 3.600 millones de euros, un 29,4% más desde la llegada de los hermanos Amodio.
Otro hito clave ha sido la evolución del EBITDA, que se ha duplicado hasta los 137 millones de euros a cierre de 2023, lo que representa un incremento de más del 50% respecto a 2021.En el verano de 2024, OHLA anunció un plan de recapitalización con el objetivo de reforzar su estructura de capital e impulsar su crecimiento en sus principales mercados. Este proceso, finalizado con éxito en el mes de febrero de 2024, ha incluido dos ampliaciones de capital por un total de 150 millones de euros y ha sido acordado por los accionistas de referencia, los nuevos inversores, los bancos y los tenedores de bonos de la compañía. Una vez completado este plan, se prevé que la ratio de apalancamiento se sitúe por debajo de 2,5 veces, consolidando la estabilidad financiera del grupo.

## Accionistas
La lista de principales accionistas a 23 de diciembre de 2024 es la siguiente:
| Accionista                              | Derechos de voto | Sociedad |
| --------------------------------------- | ---------------- | -------- |
| Familia Amodio                          | 17,623%          |          |
| Fº José Elías Navarro                   | 13,587%          |          |
| Julián Alexandre Joseph Holzer Martínez | 9,872%           |          |
| José Eulalio Poza Sanz                  | 4,454%           |          |
| Jaime García Casado                     | 2,344%           |          |

## Consejo de administración
Composición del consejo de administración:
| Cargo              | Denominación                         |
| ------------------ | ------------------------------------ |
| Presidente         | Luis Fernando Martín Amodio Herrera  |
| Vicepresidente 1.º | Julio Mauricio Martín Amodio Herrera |
| Consejero Delegado | Tomás Ruiz González                  |
| Vocal              | Andrés Holzer Neumann                |
| Vocal              | Maricarmen Vicario García            |
| Vocal              | Francisco García Martín              |
| Vocal              | Reyes Calderón Cuadrado              |
| Vocal              | Josep Maria Echarri Torres           |
| Vocal              | Antonio Almansa Moreno               |
| Vocal              | José María del Cuvillo Pemán         |
| Vocal              | María Fernández Martínez             |